# Ulrich Lupart

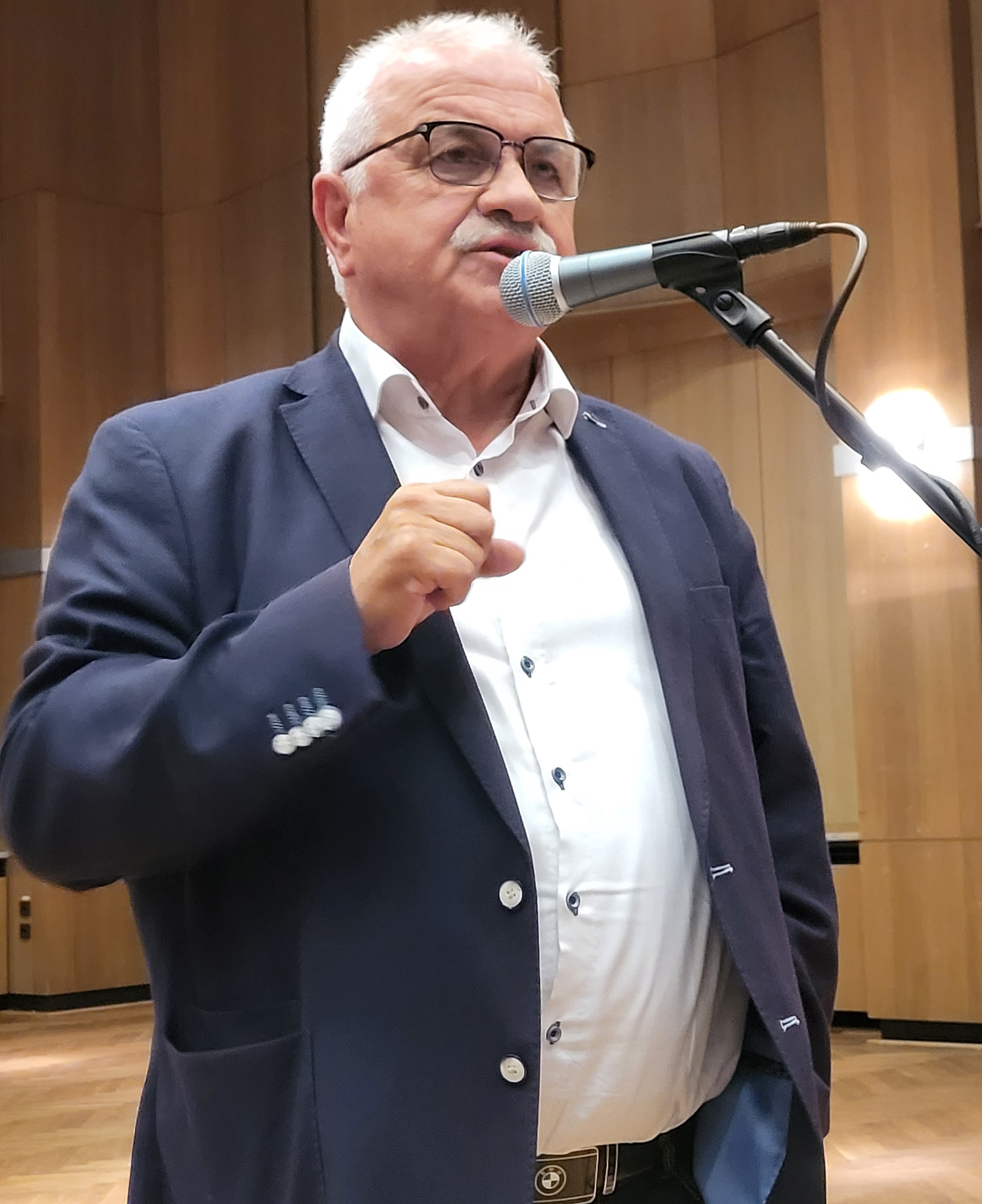
Ulrich Lupart

Ulrich Willi Lupart (* 16. November 1951 in Aschersleben) ist ein deutscher Politiker (ab 2016 AfD, zuvor DSU). Von 2019 bis 2024 war er Abgeordneter im Sächsischen Landtag.

## Leben
Ulrich Lupart ist gelernter Heizungsmonteur. In den 1990er Jahren machte er sich mit einer kleinen Druckerei selbstständig.
Er trat 1991 in die DSU ein. Von 1994 bis 2004 war Lupart Landesvorsitzender der DSU in Sachsen. Zeitweilig war er auch Bundesschatzmeister der Partei. Für die DSU war er ab 1992 Stadtrat in Oelsnitz/Vogtl. und ab 1995 Kreisrat im Vogtlandkreis. Von 2002 bis 2016 war er ehrenamtlicher Bürgermeister der Gemeinde Reuth, die zum 1. Januar 2017 nach Weischlitz eingemeindet wurde. Kurz vor dem Ende seiner Amtszeit trat er im Juli 2016 zur AfD über. Er war damit der erste Bürgermeister einer deutschen Gemeinde mit AfD-Parteimitgliedschaft. Bereits 2015 hatte seine Teilnahme an einer Pegida-Demonstration für Schlagzeilen gesorgt. Im gleichen Jahr trat er auch als Redner auf Demonstrationen der Bürgerinitiative Wir sind Deutschland auf. Bei der Kommunalwahl 2024 trat er nicht mehr zur Wahl an.
Bei der Bundestagswahl 2017 war er Direktkandidat der AfD im Wahlkreis Vogtlandkreis. Mit 26,0 % der Erststimmen war er Zweitplatzierter. Gewählt wurde Yvonne Magwas (CDU), die 35,0 % erhielt.
Bei der Landtagswahl 2019 kandidierte er im Wahlkreis Vogtland 2, wo er mit 30,7 % der Direktstimmen Zweitplatzierter hinter Andreas Heinz (CDU, 38,2 %) wurde. Er zog über die Landesliste in den Landtag ein. Er war Sprecher für Heimat und Tradition sowie Kommunalpolitischer Sprecher der AfD-Landtagsfraktion. Im Jahr 2022 war Lupart Mitglied der 17. Bundesversammlung. Bei der Landtagswahl 2024 trat er nicht erneut an.
Er ist Vorsitzender des Vereins 55 Plus – Die Weisen e.V.